# ساریجالو (سلطانیه)
ساریجالو، روستایی از توابع بخش باغ حلی شهرستان سلطانیه در استان زنجان ایران است.

## جمعیت
این روستا در دهستان گوزل‌دره قرار دارد و براساس سرشماری مرکز آمار ایران در سال ۱۳۸۵، جمعیت آن ۴۵۱ نفر (۱۱۵خانوار) بوده‌است.